# Empanada gallega

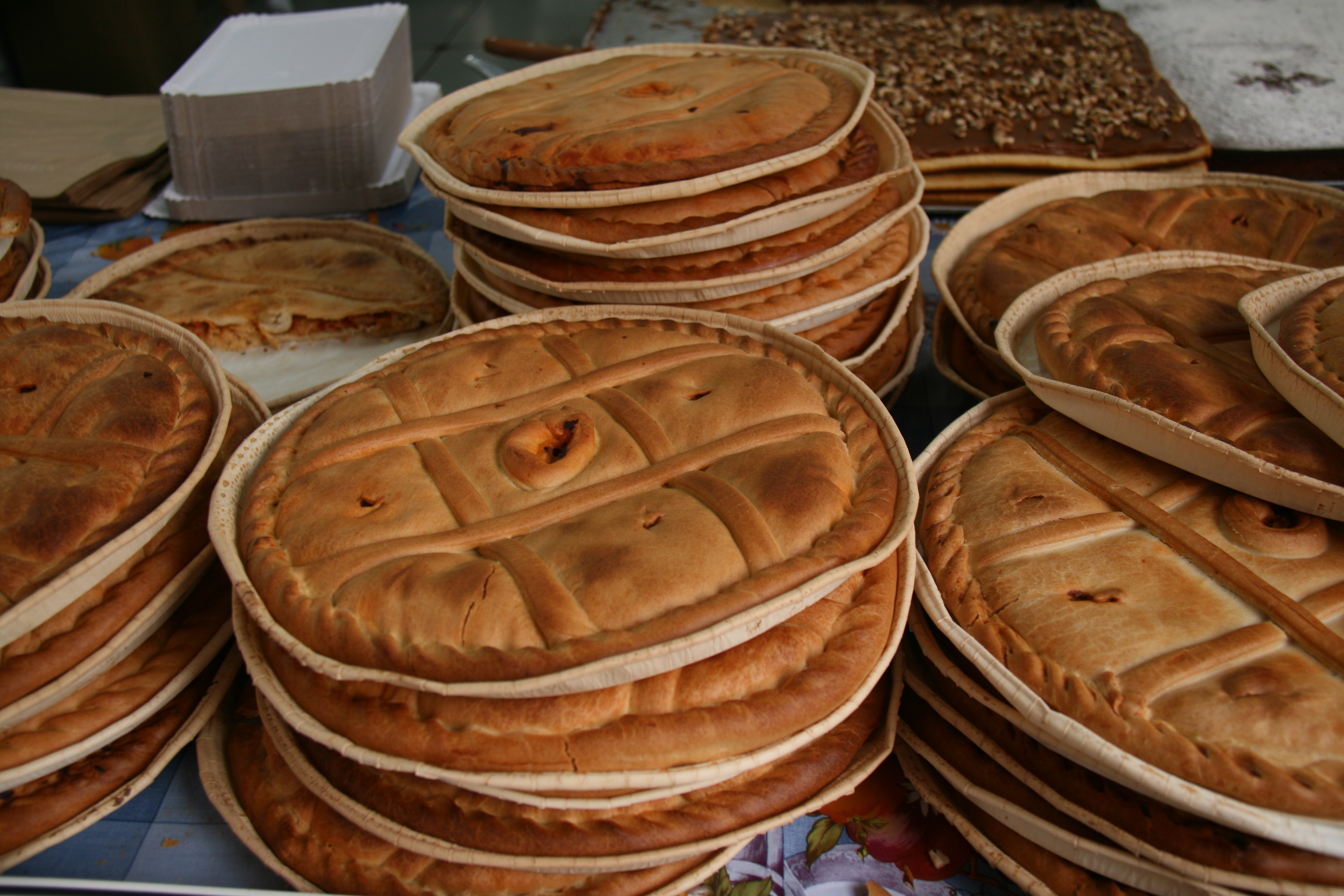
Empanadas gallegas

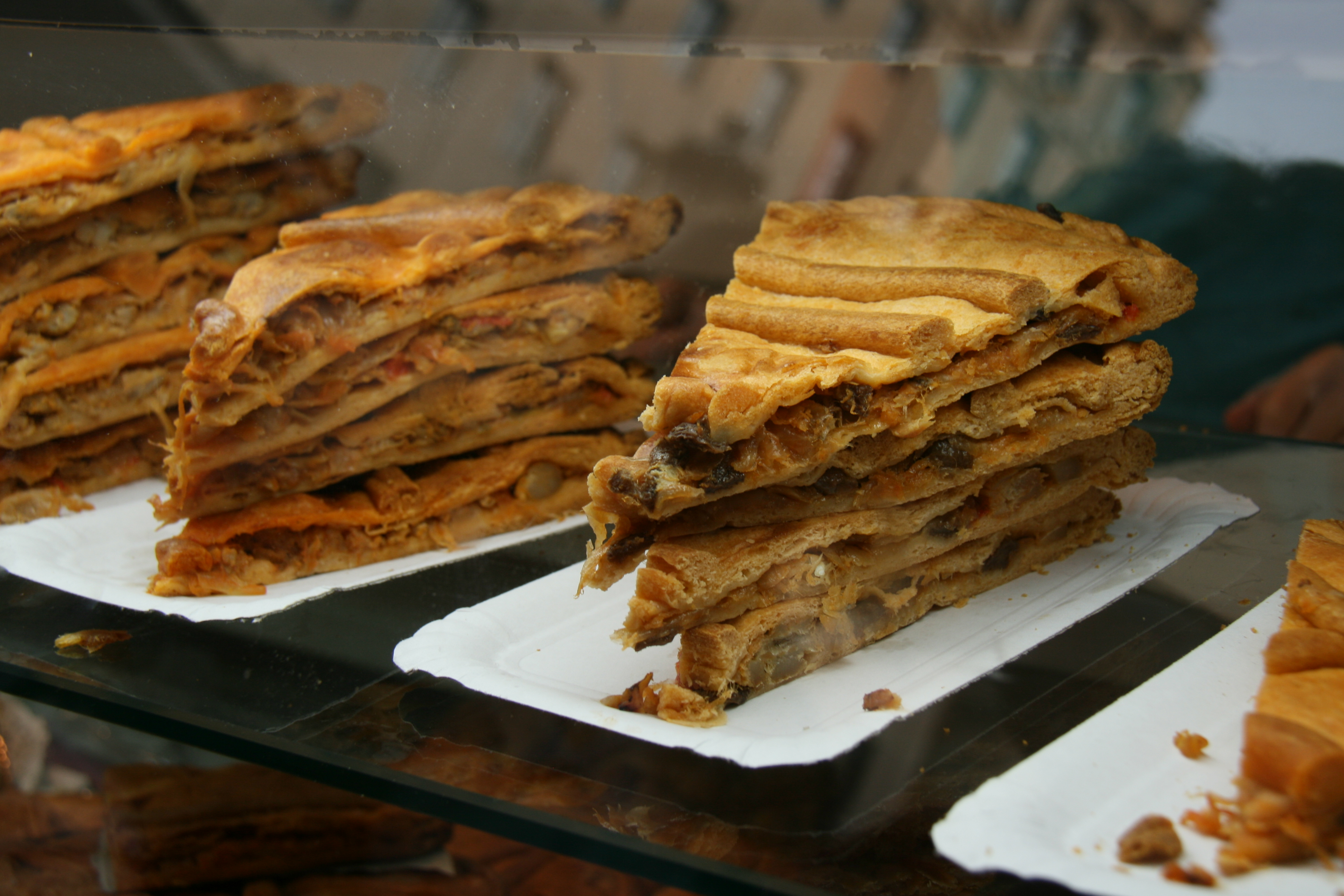
Empanadas gallegas de diversos rellenos

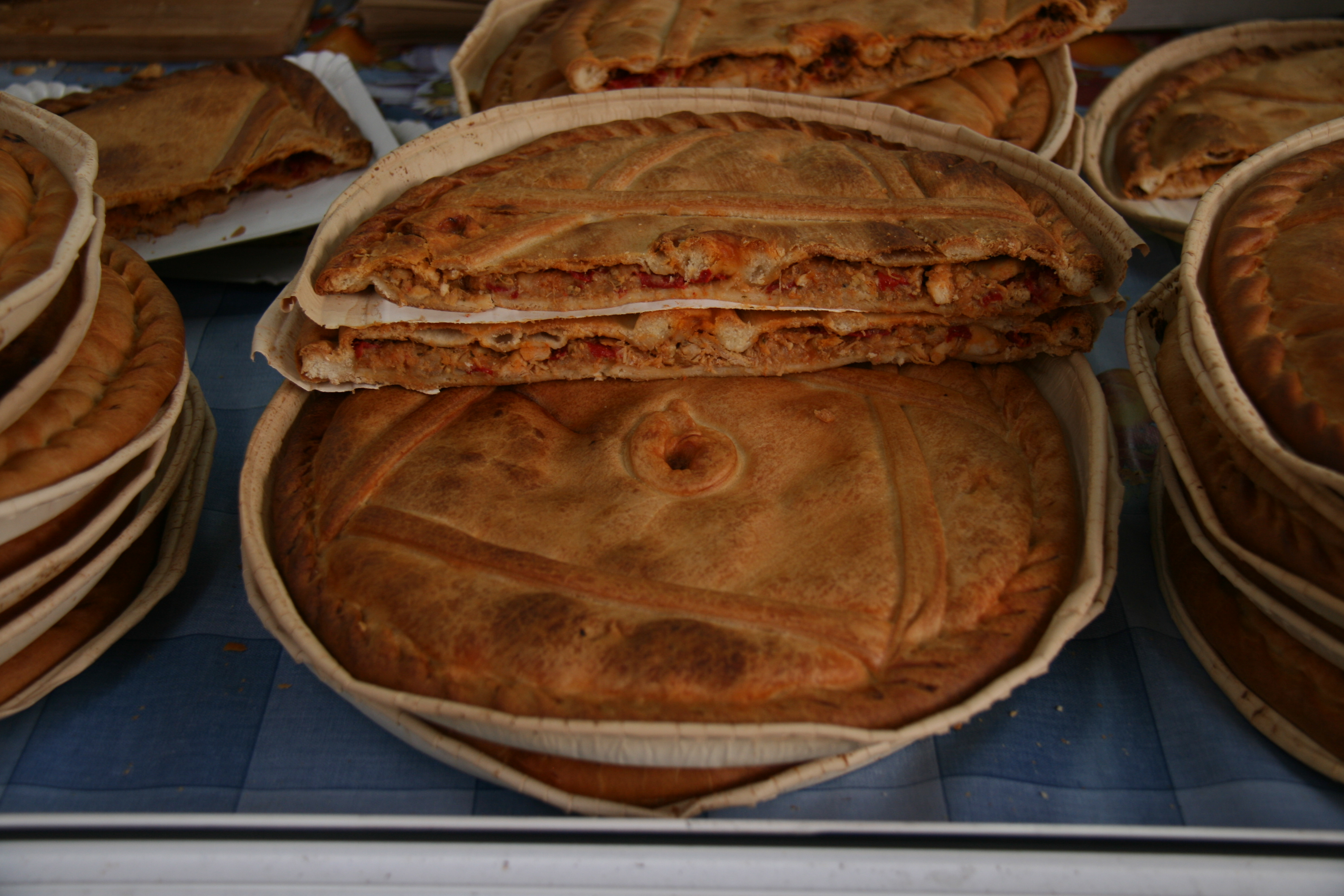
Empanada gallega con chorizo

La empanada gallega es una variedad de empanada popular en la cocina gallega  y que forma parte de una de sus identidades culinarias. Consiste en una preparación que se ofrece habitualmente en los municipios de Galicia en las ocasiones de fiesta y romería. Suele prepararse con diversos contenidos en su interior, todos ellos con ingredientes procedentes de las costas y tierras gallegas. Se puede servir fría o caliente. El origen de esta preparación se determina en la preparación de las tortas en rescoldo que inicialmente se elaboraban directamente en brasas hasta que evolucionó a una preparación en cazuelas de barro que le dan su forma característica actual. La elaboración de este tipo de empanadas es fundamentalmente casera y se realiza en hornos, pero en la actualidad resulta cotidiano encontrarla a la venta en panaderías o en puestos callejeros. 

## Historia
La elaboración de masas cocidas directamente en fuego son tradicionales en Galicia, teniendo un ejemplo claro en la bica que consiste en una masa puesta directamente en la piedra del lar y cubierta con un tiesto. De esta forma se cocina también la larreira con forma de bollo. Estas preparaciones dieron lugar a la bolla que consiste en una masa rellena preparada en una cazuela y que según autores se rellenaba con patatas, cebollas y acelgas, a lo que se añadía en ciertas ocasiones trozos de tocino. Las preparaciones empleaban inicialmente masas de harina de trigo y posteriormente incorporaron las harinas de maíz. Se conocen las empanadas en Galicia desde la época de los godos en el siglo VII donde se decretan normas para su elaboración, siendo una preparación poular entre campesinos. La empanada que se elaboraba en las casas de labranza era comida idónea para trabajadores y viajantes, por ser una preparación ya tapada y permitiendo evitar el contacto del interior con el polvo de los caminos. Las empanadas gallegas aparecen ya descritas en las imágenes talladas en el siglo XII en el Pórtico de la Gloria de Santiago de Compostela.

## Características
La masa de la empanada lleva harina de trigo (similar a la empleada para la elaboración del pan), manteca de cerdo y agua. Existen versiones con harina de maíz. Esta masa es generalmente fina (una decena de milímetros), pero de textura generalmente fina. Suele elaborarse en un molde de barro procedente de alfarerías de la zona que posee unos veinte o treinta centímetros de diámetro. En algunas localidades es habitual elaborarse con masas principalmente con harina de maíz (en algunos municipios de las Rías Bajas). El relleno suele incluir diferentes contenidos, que previamente se elaboran mediante un sofrito de cebolla y pimientos. A diferencia de otras empanadas, la empanada gallega no lleva generalmente tomate en su sofrito. Al cerrarse en el molde se introducen al horno, las formas de las empanadas son diversas, generalmente de forma rectangular o redonda. Se suele servir recién hecha o fría, cortada en porciones y servida como apertivo o tapa.

## Rellenos habituales
Las empanadas gallegas se elaboran tradicionalmente con ingredientes regionales. Por regla general la empanada gallega emplea diversas carnes vacunas y porcinas (como el raxo), pescados como el atún o las sardinas (xoubas), mariscos, etc. Estos ingredientes suelen estar, guisados previamente. 

### Pescados
Las empanadas más elaboradas en Galicia suelen ser de:
- Bonito - atún que suele presentarse desmigado.[6] A veces procedentes de lata.
- Bacalao - generalmente procedente de un guiso previo. Una de las más populares suele ser una combinación de bacalao con pasas. Suelen ser típicas en Cuaresma.
- Las de sardinas (xoubas) que llevan una salsa de tomate (denominada zaragallada), pimientos verdes, cebolla.
- Las de anguila típicas de Lugo y de las zonas gallegas cercanas a los ríos.
- Las de congrio como las que sirven en la comarca lucense de la La Mariña.
- Las de lamprea, muy reconocidas las de Arbo y también las de Caldas de Reyes.

### Mariscos
- Zamburiñas (similares a las vieiras), una de las más populares.[2]
- Pulpo - Que emplea pulpo cocido.
- Berberechos.
- De mejillones.
- Choco, habitualmente en masa de millo (masa de maíz).

### De carnes
- Las de raxo elaboradas de lomo de zorza (picadillo de carne de cerdo (compango) con pimentón, ajo y sal).[7] Esta empanada no suele llevar cebolla.
- Carne picada de cerdo.[7] puede llevar picadillo de chorizo.
- Papuxas (curruca zarcera) - tradicionalmente en la zona de Monforte de Lemos, aunque la especie, un pequeño pájaro migratorio, está prácticamente extinta.
- Conejo que en muchos casos de la Galicia interior se aromatiza con anís.